# Cratoptera primularia
Cratoptera primularia là một loài bướm đêm trong họ Geometridae.